# Jean-Baptiste Milhaud
Pour les articles homonymes, voir Milhaud.
Jean-Baptiste Milhaud, né le 10 juillet 1766 à Arpajon-sur-Cère (victomté de Carlat, actuel département du Cantal), mort le 8 janvier 1833 à Aurillac, est un général de la Révolution française et de l'Empire et homme politique.  
Député à la Convention nationale, il vote en faveur de la mort de Louis XVI, et assume les fonctions de représentant en mission auprès des armées qui combattent contre la première coalition. Il sert en Italie sous le Directoire et soutient le coup d’État du 18 brumaire, et est promu général de brigade en 1800. 
Sous l'Empire, Milhaud continue d'exercer de nombreux commandements, aussi bien lors de la campagne d'Allemagne de 1805 qu'en Prusse et en Pologne de 1806 à 1807. Devenu général de division au cours de cette dernière campagne, il participe également à la guerre d'Espagne en tant que chef d'une division de cavalerie. Il remporte sur ce théâtre plusieurs succès, en particulier à la bataille d'Ocaña. Il se distingue ensuite dans les dernières campagnes napoléoniennes en Russie, en Allemagne et en France ; pendant les Cent-Jours, il dirige un corps de cuirassiers avec lequel il charge à la bataille de Waterloo. 
Écarté de tout commandement à la Restauration, il se retire définitivement du service en 1831. Ses coups d'éclat le font considérer comme un des meilleurs généraux de cavalerie du Premier Empire.

## Biographie

### Sous la Révolution française

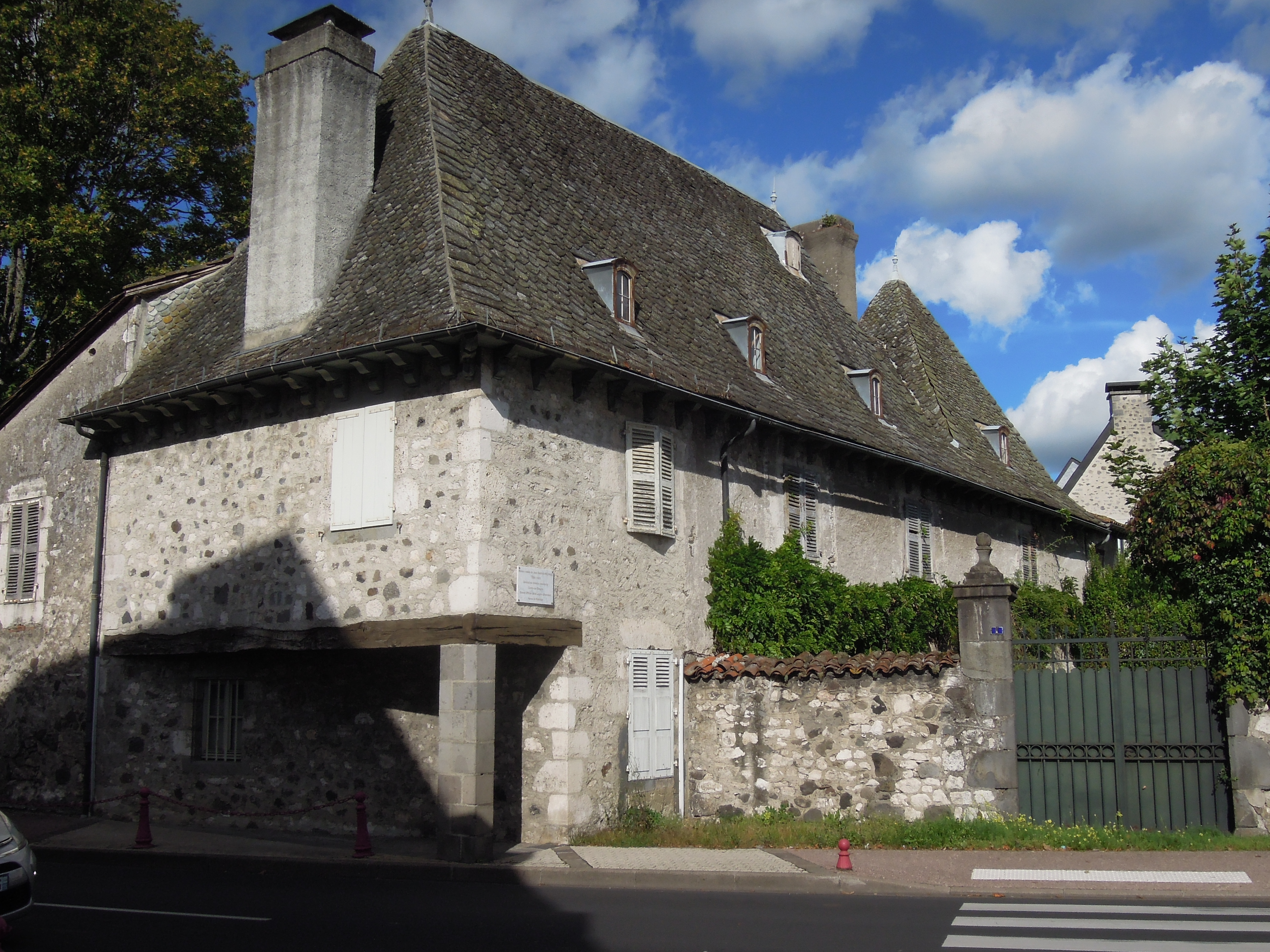
Maison natale du général Milhaud à Arpajon-sur-Cère, dans le Cantal.

Il est le fils de Louis Amilhaud et de Marguerite Daudé. Élève du génie maritime en 1788 et sous-lieutenant dans un régiment colonial en 1790, ses principes politiques le font nommer en 1791 commandant de la garde nationale d'Aurillac. En 1792, il est élu député de la Convention par le département du Cantal. À cette dernière époque, il sert en qualité de capitaine, étant nommé au mois de juillet dans les chasseurs à cheval.
Il siège aux côtés des Montagnards et fréquente de façon assidue le club des Jacobins. En janvier 1793, lors du Procès de Louis XVI, il vote la mort du roi, défend Jean-Paul Marat attaqué par les Girondins et soutient le projet de « République universelle » élaboré par Jean-Baptiste Cloots. Appelé à se prononcer sur la peine à infliger à Louis XVI, il affirme : « je n'ose croire que de la vie ou de la mort d'un homme dépende le salut d'un État. Les considérations politiques disparaissent devant un peuple qui veut la liberté ou la mort. Je le dis à regret, Louis ne peut expier ses forfaits que sur l'échafaud ; sans doute, les législateurs philanthropes ne souillent point le Code d'une nation par l'établissement de la peine de mort ; mais pour un tyran, si elle n'existait pas, il faudrait l'inventer. Je déclare que quiconque ne pense pas comme Caton n'est pas digne d'être républicain. Je condamne Louis à la peine de mort, et je demande qu'il la subisse dans les vingt-quatre heures. »

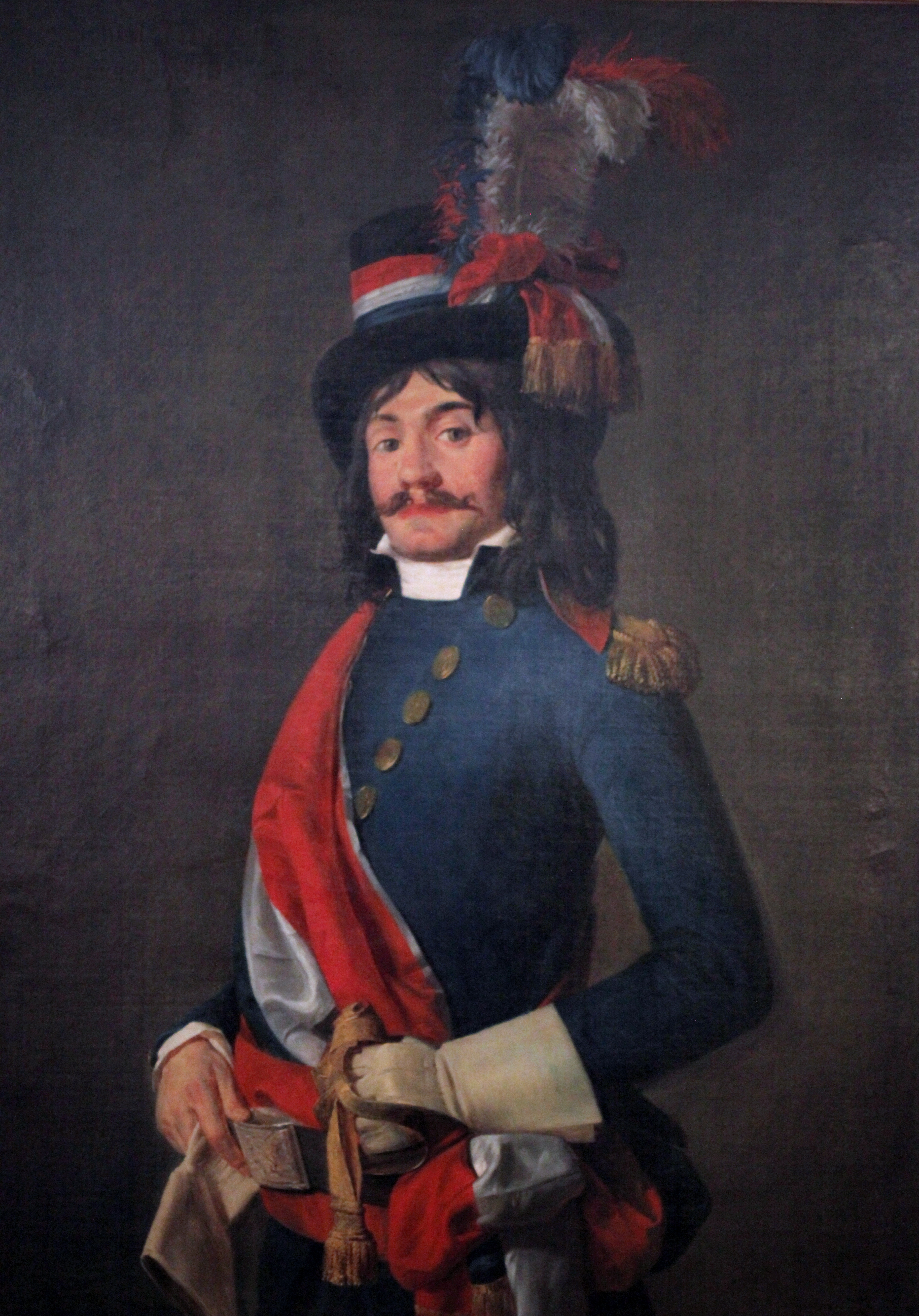
Jean-Baptiste Milhaud en uniforme de représentant du Peuple aux Armées (Musée de la Révolution française).

Envoyé au mois de mai 1793, comme représentant en mission à l'Armée des Ardennes, puis le 19 août à l’armée du Rhin, il écarte des états-majors les nobles. De retour à Paris à la fin de l'année 1793, il est accueilli avec faveur par les Jacobins. Il déclare à cette occasion : « il faut que la France lance sur des vaisseaux la tourbe des ennemis de l'humanité, et que la foudre nationale les engloutisse dans le gouffre des mers. ». Il adopte également un nouveau prénom, celui de Cumin, qu'il trouve dans le calendrier républicain. Envoyé le 29 décembre à l'armée des Pyrénées orientales, il y remet de l'ordre avec l'aide du général Dugommier et de son collègue conventionnel Pierre-Aimable de Soubrany. 
Selon certains historiens, Milhaud serait responsable de l'arrestation d'Eustache Charles d'Aoust. Pour d'autres, Doppet, général à l'armée des Pyrénées orientales, aurait dénoncé d'Aoust au Comité de salut public qui le décrète d'arrestation le 11 janvier 1794,. 
Milhaud épouse, le 9 juillet 1794 à Perpignan, Marianne Lignières dont il a deux enfants, Thérèse Rosalie Françoise (née en 1796) et Édouard André Scipion (né en 1799). Rappelé quelques mois plus tard et nommé membre du Comité militaire de la Convention, il est chargé, comme rapporteur, de soutenir d'importantes propositions. Il montre dans ce travail des compétences d'administrateur. Après la mort de Maximilien de Robespierre le 28 juillet 1794, il rentre à Paris. Quand Jean-Baptiste Carrier est attaqué à la Convention, Milhaud, dont il est cousin, prend sa défense et est le seul député à voter contre sa mise en accusation.

### Au temps du Directoire
Menacé par la réaction thermidorienne ― son arrestation est même proposée par Girardin, de la section des Gravilliers ―, il est défendu par ses collègues du Comité militaire. En vertu de la Constitution de l'an III, il est exclu de la représentation nationale à cause de son âge (il n'a pas 30 ans). Déjà nommé chef d'escadron au 20e chasseurs le 22 juillet 1793, il reprend alors du service le 26 décembre 1795 comme chef de brigade du 5e dragons au sein de l'armée d'Italie.
Il se signale une première fois le 7 septembre 1796 en passant à la nage la Brenta, ce qui lui permet de couper la retraite à un corps autrichien de 8 000 hommes qu'il capture avec huit canons, 15 caissons, un étendard et six drapeaux. Le lendemain, à la bataille de Bassano, il charge l'arrière-garde ennemie avec 200 dragons, bouscule un bataillon du régiment de Wurmser, enfonce un bataillon hongrois, s'empare du grand parc d'artillerie autrichienne composé de 40 pièces de canon et fait servir par ses dragons quatre de ces pièces contre une division adverse désireuse de reprendre le matériel. Au combat de Saint-Michel, dans les gorges du Tyrol, il reçoit une blessure à la tête.
L'année suivante, tandis qu'il sert sur les champs de bataille, Jean-Baptiste Harmand, député de la Meuse au conseil des Anciens, revient sur les accusations qui ont été portées contre Milhaud après le 9 thermidor, et demande un examen minutieux de sa mission dans les départements du Haut-Rhin et du Bas-Rhin ; malgré les efforts des thermidoriens, cette proposition est écartée de nouveau par un simple ordre du jour.
Milhaud prend une part active aux événements des 18 et 19 brumaire an VIII, en qualité de chef d'état-major du général Lannes au palais des Tuileries. Le 19, il remplit les mêmes fonctions auprès de Murat à Saint-Cloud.

### Au service de Napoléon

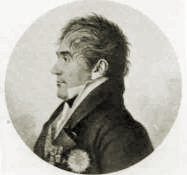
Portrait en médaillon du général Milhaud.

Nommé général de brigade le 5 janvier 1800 et employé à l'armée d'Angleterre, il a, le 2 mars suivant, le commandement de la 8e division militaire (Vaucluse). Il est envoyé à l'armée du Midi le 25 avril 1801 puis en République italienne le 23 septembre 1802. Le 7 juillet 1803, le Premier consul lui donne le commandement militaire de la République ligurienne. Il est fait membre de la Légion d'honneur le 11 décembre 1803 puis commandeur de l'ordre le 11 juin 1804.
En 1805, le général Milhaud sert à l'armée des côtes de l'Océan depuis le 18 juillet jusqu'au 21 septembre, époque à laquelle il rejoint la Grande Armée d'Allemagne. Attaché au corps du maréchal Murat, il s'empare de Linz le 1er novembre 1805, après un engagement assez vif, et bat l'ennemi le lendemain au village d'Asten, faisant 200 prisonniers. Le 14 novembre, alors qu'il agit en qualité d'avant-garde du maréchal Davout, il pousse l'ennemi sur la route de Brünn jusqu'à Wolfkersdorf et s'empare de 600 hommes ainsi que d'une nombreuse artillerie.
Le 28 octobre 1806, pendant la campagne de Prusse, Milhaud force les 6 000 hommes du corps du prince de Hohenlohe à capituler, ce qui lui vaut d'être promu au grade de général de division le 30 décembre de la même année. En 1807, il est à Eylau et à Creutzbourg (en).
Envoyé en Espagne en 1808, il disperse un bataillon d'étudiants près de Valverde le 19 novembre, entre le 23 dans Palencia, bat le 22 décembre la bande de l'Empecinado et disperse la junte insurrectionnelle de Molina de Aragón. Le 28 mars 1809, au lendemain du combat de Ciudad Real (en) où le général Sébastiani a défait 15 000 Espagnols qui gardaient les défilés de la Sierra Morena, Milhaud poursuit les fuyards dans la direction d'Almagro et leur inflige de lourdes pertes. Le 18 novembre suivant, attaqué à Ocaña par l'avant-garde de l'armée espagnole, il la repousse. Le lendemain, à la tête d'une brigade de sa division, il met bas les armes à une colonne adverse ― dont il prend également l'artillerie ― au cours de la bataille de ce nom. Le 4 décembre, il disperse de nouveau les insurgés de l'Empecinado à Huerès.
Le 4 février 1810, commandant l'avant-garde du 4e corps, il défait un corps d'infanterie espagnol entre Antequera et Malaga ; cette action est mentionnée avec éloges dans le rapport du général Sébastiani au maréchal Soult et vaut à Milhaud le rang de grand officier de la Légion d'honneur que Napoléon lui confère le 22 juin suivant ; quelque temps auparavant, il a été créé comte de l'Empire.

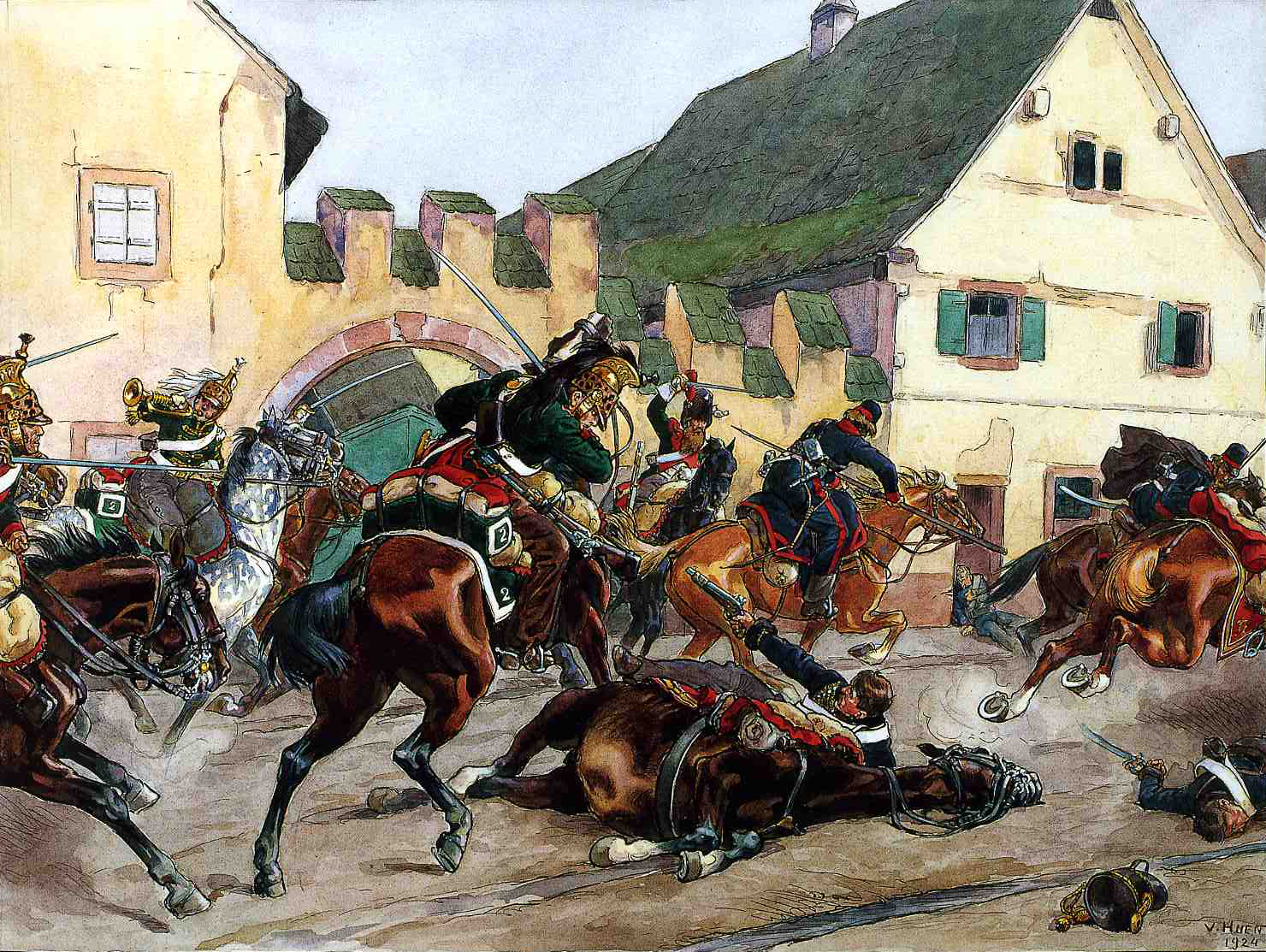
Les dragons français de Milhaud lors des combats de Sainte-Croix-en-Plaine, en décembre 1813 (illustration de Victor Huen).

Mis en disponibilité le 17 novembre 1811, il reçoit le 10 juin 1812 le commandement de la 25e division militaire. Appelé à la Grande Armée le 6 juillet suivant en vue de la campagne de Russie, il reçoit le commandement militaire de Moscou lors de son occupation par les troupes françaises. Lors de la campagne d'Allemagne de 1813, il remporte le 10 octobre, dans la plaine de Zeitz, un combat de cavalerie face aux régiments de dragons autrichiens de Latour et de Hohenzollern, ainsi que les chevau-légers Kaiser Franz.
L'Empereur, sur le rapport qui lui est adressé de cette affaire, place sous les ordres de Milhaud le 5e corps bis de cavalerie, à la tête duquel celui-ci bat le 24 décembre, à Sainte-Croix près de Colmar, le corps des partisans du général autrichien Scheibler (de). Le 27 janvier 1814, au combat de Saint-Dizier, il malmène la division de cavalerie du général Lanskoy (ru). Il se distingue ensuite aux combats de Mormant et de Valjouan, avant de chasser du village de Villars la cavalerie légère du prince de Wurtemberg.
Obligé de se retirer le lendemain devant le corps de Gyulay, il opère sa retraite en bon ordre sur Fontette, où il rejoint le maréchal Macdonald, et conduit les débris de son corps dans le département de la Seine-Inférieure.

### Restaurations monarchiques et Cent-Jours
C'est de Rouen que, le 8 avril, adhérant tant en son nom qu'en celui de ses soldats aux actes du Sénat, il écrit au président du gouvernement provisoire :
« Nous voulons, pour le bonheur de la France, une constitution forte et libérale, et, dans notre souverain, le cœur de Henri IV. »
Fait chevalier de Saint-Louis le 1er juin et, le même jour, inspecteur général de la 15e division militaire, il offre néanmoins ses services à l'Empereur le 20 mars 1815. Ce dernier lui confie le commandement d'un corps de cuirassiers avec lequel il participe aux batailles de Ligny et de Waterloo. Dans son roman Les Misérables, Victor Hugo évoque l'action des cavaliers de Milhaud à Waterloo : « Napoléon était un de ces génies d'où sort le tonnerre. Il venait de trouver son coup de foudre. Il donna l'ordre aux cuirassiers de Milhaud d'enlever le plateau de Mont-Saint-Jean ».
Après la défaite et la chute de Napoléon, Milhaud est l'un des premiers officiers généraux à se rallier à Louis XVIII. Exilé comme régicide par la loi du 12 janvier 1816, puis rayé du contrôle de la Légion d'honneur le 2 mars de la même année, il obtient un sursis indéfini et est réintégré dans l'ordre le 29 décembre 1817.

### Dernières années

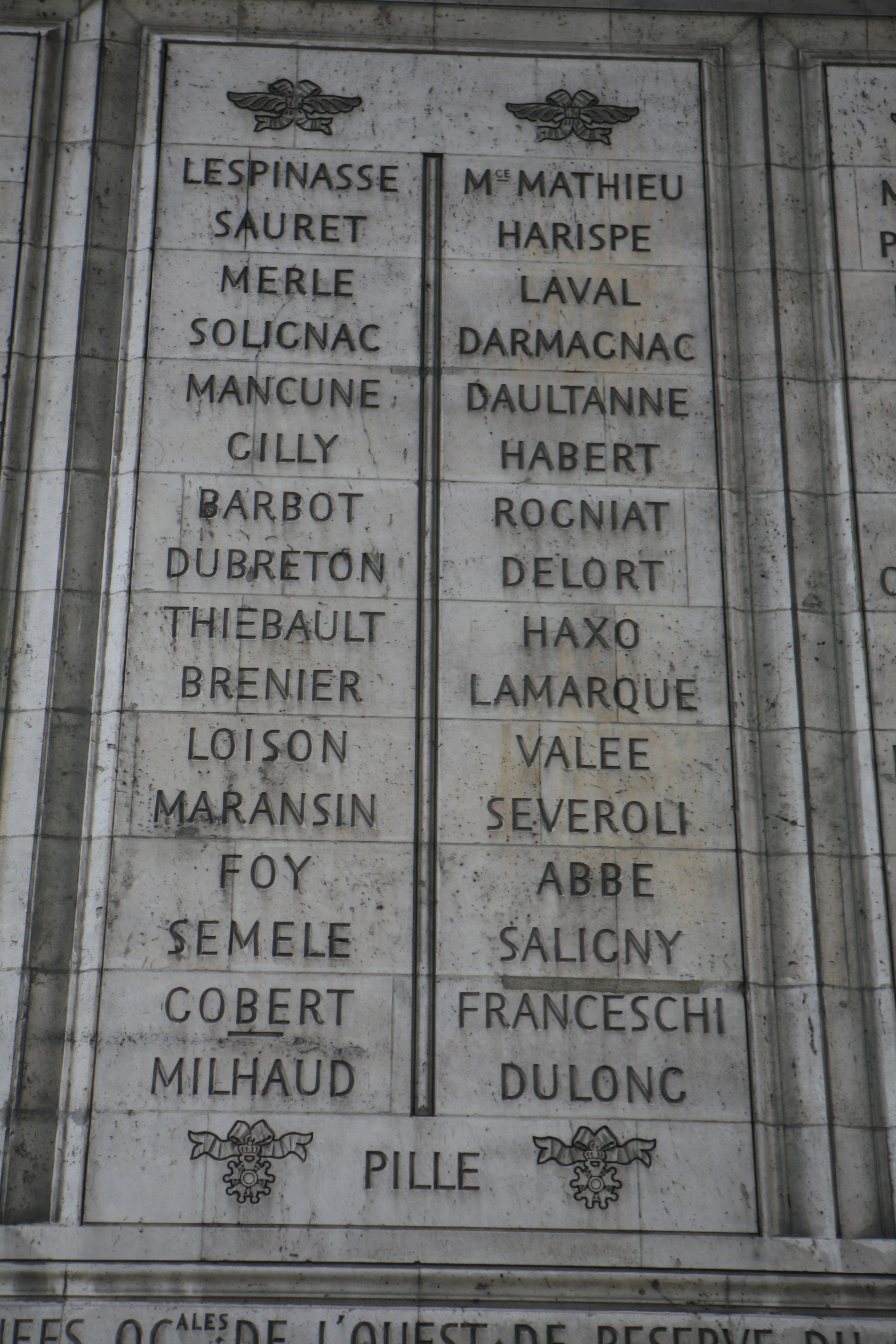
Noms gravés sous l'arc de triomphe de l'Étoile : pilier Ouest, 35e et.

En 1830, Milhaud se rallie à Louis-Philippe. Placé dans le cadre de réserve le 7 février 1831 et admis au traitement de réforme comme n'ayant pas le temps suffisant pour la liquidation de sa retraite, il meurt à Aurillac des suites de ses blessures le 8 janvier 1833. Il est inhumé au cimetière Massigoux d'Aurillac.
Son nom est inscrit sur l'arc de triomphe de l'Étoile, côté Ouest.

## Iconographie
Le Portrait du Conventionnel Milhaud, tableau de l'École française du XVIIIe siècle, Entourage de Jacques-Louis David,  est conservé au musée du Louvre, n° d'inventaire R. F. 2061. Il porte l'inscription suivante : Le Conventionnel Milhaud par son collègue David, 1793. À la suite des recherches de Gaston Brière publiées en 1945-46, ce tableau n'est plus considéré comme de la main de David et est attribué à son élève Jean-François Garneray sur la base d'une version miniature du portrait signé par celui-ci.